# Cephalodella dentata
Cephalodella dentata är en hjuldjursart som beskrevs av Wulfert 1937. Cephalodella dentata ingår i släktet Cephalodella och familjen Notommatidae. Inga underarter finns listade i Catalogue of Life.